# Дивов, Николай Адрианович
Николай Адрианович (Андрианович, Андриянович) Дивов (2 декабря 1792, Стокгольм, Швеция — 6 июня 1879) — генерал-майор, действительный статский советник, санкт-петербургский вице-губернатор, коннозаводчик.

## Биография
Был сыном сенатора Адриана Ивановича Дивова и его жены Елизаветы Петровны, урождённой Бутурлиной. Родился в Стокгольме, куда командировали его отца поздравлять с восшествием на престол короля Швеции Густава IV.
В 1811 году вступил в службу юнкером в лейб-гвардии артиллерийскую бригаду, в том же году был произведён в прапорщики.
Был участником Отечественной войны 1812 года и заграничного похода 1813-14 годов, участвовал в сражении при Витебске, в Бородинской битве (в качестве ординарца начальника артиллерии А. И. Кутайсова), в сражении при Бауцене, во взятии Парижа.
В 1820 году был назначен командиром 1-й батарейной роты 1-й артиллерийской бригады, был произведён в полковники.
В 1822 году был уволен от службы по прошению, переименован в статские советники и в 1823 году был назначен санкт-петербургским вице-губернатором. В 1824 году стал правящим должность шталмейстера двора великого князя Михаила Павловича, в дальнейшем состоял при великих княжнах Марии Михайловне и Елизавете Михайловне, в 1826 году был произведён в действительные статские советники. В 1830 году был уволен от службы.
Уйдя в отставку, занялся благоустройством своих имений, расположенных в разных губерниях. Его любимой резиденцией было Городище, ныне Дивово Рыбновского района Рязанской области. Там к 1850 году он построил усадебный комплекс «Дом с минаретом», создал конный завод. Дивов был действительным членом Рязанского общества любителей конского бега. В своей усадьбе держал только элитных лошадей вороной и серой масти. Он также вывел свою собственную породу крупного рогатого скота. Дивов запретил в своем имении телесные наказания, открыл школу.
В 1856 году Дивов был возвращён на службу с переименованием в генерал-майоры по полковой пешей артиллерии, с назначением генерал-провиантмейстером 1-й армии, в 1858 году был отчислен от этой должности с зачислением в запасные войска и с оставлением по артиллерии. С 1859 года был членом Комитета государственного коннозаводства. Был уволен от службы с мундиром и пенсией в 1861 году, но в 1876 году был вновь определён на службу в запасные войска с записью по полевой пешей артиллерии.

## Семья
Был женат на Зинаиде Сергеевне Кагульской (внебрачной дочери графа С. П. Румянцева), имел сыновей Сергея и Николая.

## Награды
- Орден Святого Владимира 4-й степени с бантом (1812)[5].
- Орден Святой Анны 4-й степени (1813)[5].
- Орден Святой Анны 2-й степени[4].
- Орден Святого Владимира 3-й степени[4].
- Орден Святой Анны 1-й степени (1829) с императорской короной (1857)[5].
- Орден Святого Владимира 2-й степени [5].